# Léon Juste Ibombo
Léon Juste Ibombo est un homme politique congolais né le 30 novembre 1968 à Brazzaville. Il est ministre des Postes, des Télécommunications et de l'Économie numérique depuis le 30 avril 2016.

## Biographie
Né le 30 novembre 1968 à Brazzaville, Léon Juste Ibombo fait des études en sciences politiques à l'École des hautes études en sciences sociales (Paris). À partir de 1997, il travaille en France, notamment dans le domaine de la lutte contre la corruption. 
De retour au Congo, il travaille au sein de la Commission nationale de lutte contre la corruption, la concussion et la fraude, où il occupe le poste de chef de département chargé de la communication et de l'éducation.
Le 6 juin 2015, il participe à la création du Mouvement national pour la nouvelle République (M2NR), une association politique proche de la majorité présidentielle, et s'occupe de sa communication. Par le biais de cette association, il apporte son soutien au projet controversé de changement de constitution d'octobre 2015, ayant permis à Denis Sassou-Nguesso de briguer un troisième mandat consécutif,.
Le 30 avril 2016, il est récompensé de son soutien et fait partie des nombreux « jeunes » faisant leur entrée dans le « gouvernement de rupture » de Clément Mouamba, en étant nommé ministre des Postes et des Télécommunications, succédant ainsi à Hellot Matson Mampouya.
Le 3 juin 2017, il annonce sa candidature aux élections législatives dans la circonscription d'Abala (Plateaux). Il décide cependant quelques jours plus tard de se retirer au profit du candidat du PCT, Joseph Mbossa, qui sera élu dès le premier tour,.
Il est reconduit dans ses fonctions le 22 août 2017 dans le gouvernement Mouamba II, auxquelles se rajoute désormais le secteur de l'économie numérique.

## Distinctions
Léon Juste Ibombo est élevé au rang d'Officier de l'Ordre du mérite congolais en 2017 puis Commandeur en 2024.